# Bogusław Liberadzki
Bogusław Marian Liberadzki (Sochaczew, 12 september 1948) is een Pools politicus, econoom en hoogleraar. Hij is sinds 1 mei 2004 lid van het Europees Parlement, afwisselend namens de Alliantie van Democratisch Links en de Alliantie van Democratisch Links - Unie van de Arbeid (beide S&D). Daarvoor was hij onder meer minister van Vervoer en Zeevaart.

## Biografie
Liberadzki studeerde economische wetenschappen aan de handelshogeschool te Warschau en promoveerde in 1975. In 1981 habiliteerde hij, en sinds 1998 is hij hoogleraar aan de Maritieme Universiteit van Szczecin. In 1989 werd hij onderminister van Vervoer en Zeevaart, belast met budget, financiën, internationale samenwerking en burgerluchtvaart. In 1993 werd hij minister van Vervoer en Zeevaart, welke functie hij tot 1997 zou vervullen. Daarna was hij tot 2004 lid van de Sejm namens Alliantie van Democratisch Links, waar hij onder meer vicevoorzitter van de commissie infrastructuur was.
Bij de verkiezingen van 2004 werd Liberadzki verkozen tot lid van het Europees Parlement namens de Alliantie van Democratisch Links, en sloot hij zich aan bij de sociaaldemocratische fractie. Sinds 21 juli 2004 is hij lid van de commissie vervoer en toerisme. Van 31 januari 2007 tot en met 30 juni 2014 was Liberadzki vicevoorzitter van de commissie begrotingscontrole. Op 18 januari 2012 werd hij verkozen als een van de vijf quaestors van het parlement. Na de parlementsverkiezingen van 2014 kandideerde hij zichzelf opnieuw voor deze functie. Hij werd op 2 juli 2014 herkozen. In de hoedanigheid van quaestor maakt hij deel uit van het Bureau. Naast het lidmaatschap van het Bureau en de commissie vervoer en toerisme is hij lid van de commissie begrotingscontrole.

## Onderscheidingen
- Gouden en zilveren kruis van verdienste (Polen)
- Medaille van de commissie voor nationaal onderwijs (Polen)
- Onderscheiding voor zijn verdiensten op het gebied van vervoer